# 1825

## Esdeveniments
Països Catalans
- 23 de maig, Badalona: L'església de Santa Maria es crema fortuïtament durant la Pasqua Granada.[1]

Resta del món
- 25 d'agost - l'Uruguai: el país obté la independència del Brasil.

## Naixements
Països Catalans
- 8 de febrer - Castelló de la Plana: Amalia Fenollosa Peris, poetessa i novel·lista romàntica (m. 1869).[2]
- 16 de maig - Palma: Marià Aguiló i Fuster, poeta, bibliògraf, lingüista mallorquí.[3]
- 26 de maig -, Barcelona: Jaume Bosch, guitarrista i compositor català (m. 1895).[4]
- 24 de desembre - Molins de Rei: Gabriel Batllevell i Tort, mestre d'obres català, pare de l'arquitecte modernista Juli Batllevell.

Resta del món
- 30 de gener - Chênée, Bèlgica: Charles Descardre horticultor i burgmestre.
- 18 de febrer - Komárom, Regne d'Hongria: Mór Jókai, escriptor i periodista hongarès (m. 1904).
- 11 de març - Praga, Imperi Austrohongarès: Karl Wehle, pianista i compositor txec.
- 12 de març - Stolzenberg, prop de Stettin, Prússia: August Manns, director musical.
- 15 de març - Santiago de Xile: Aníbal Pinto, advocat i polític xilè, president del país entre 1876 i 1881 (m. 1884).[5]
- 4 d'abril - París: Hélène Bertaux, escultora francesa, primera a obtenir reconeixement, i activista a favor de les dones artistes (m. 1909).[6]
- 11 d'abril -Breslau, actual Wrocław, (Polònia): Ferdinand Lassalle, advocat i polític socialista alemany (m. 1864)[7]
- 4 de maig - Middlesex, Regne Unit: Thomas Henry Huxley, naturalista britànic (m. 1895).
- 20 de maig - Elizabeth, Antoinette Blackwell, primera dona ordenada ministra principal protestant als Estats Units.[8]
- 2 de juliol - Marsella (França): Émile Ollivier, polític i home d'estat francès (m. 1913).[7]
- 18 de juliol - Viena: Nina Stollewerk, compositora austríaca.[9]
- 10 d'octubre - Bulhoek, Cap Oriental, Paul Kruger, líder de la resistència bòer contra el Regne Unit i president de la República de Transvaal a Sud-àfrica.(m. 1904).[10]
- 25 d'octubre - Viena, Imperi Austrohongarès: Johann Strauss II, compositor (m. 1899).[11]
- 29 de novembre - París, França: Jean-Martin Charcot, neuròleg francès.
- 14 de desembre: Ezequiel Hurtado, militar i president de Colòmbia (m. 1890)[12]
- Brussel·les: Emile van Buggenhoult, músic belga.
- Ciudad Real: Manuel Morales Cambra, industrial

## Necrològiques
Països Catalans
- Manresa: Bonaventura Prats, jesuïta català.

Resta del món
- 28 de gener - Berlín: Louise Rogée, cantant i actriu alemanya (n. 1800).[13]
- 17 de febrer - Nàpols: Maria Angela Ardinghelli, traductora, matemàtica, física italiana (n. 1728).[14]
- 9 de març - Hackney, Londres: Anna Laetitia Barbauld, poeta, assagista i escriptora anglesa de llibres infantils (n.1743).[15]
- 7 de maig - Viena, Àustria: Antonio Salieri, compositor i director d'orquestra italià (n. 1750).[16]
- 19 de maig - Paris (França): Claude-Henri de Rouvroy, comte de Saint-Simon, pensador i sociòleg francès (n. 1760)[17]
- 22 de maig, Spetsesː Laskarina Bubulina, comandanta naval, heroïna grega de la Guerra de la Independència.[18]
- 9 de juny - Florènciaː Paulina Bonaparte, política francesa, germana de Napoleó (n. 1780).[19]
- 12 de juliol - Avinyó, França: Dorothea Schlözer, investigadora alemanya, la primera a doctorar-se en filosofia del país (n. 1770).[20]
- 6 de setembre - Parísː Fanny Bias, ballarina francesa, pionera de la dansa «en punta».[21]
- 1 de desembre - Taganrog (Rússia) : Alexandre I, tsar de Rússia i rei de Polònia.
- 29 de desembre - Brussel·les: Jacques-Louis David, pintor francès (n. 1748).
- Cassel: Friedrich Gerstäcker, tenor alemany.
- Possible any de la mort a Teheran de Ali Kuli Khan Qadjar